# ŽNK Pomurje
El Ženski nogometni klub Pomurje, también conocido como ŽNK Pomurje, es un club de fútbol femenino de la ciudad de Beltinci, juega en la 1. SŽNL, máxima categoría del fútbol femenino en el país.

## Historia
ŽNK Pomurje se fundó en 1999. El club ha ganado siete campeonatos eslovenos y nueve copas. En la Liga de Campeones Femenina de la UEFA 2014-15, avanzó a los dieciseisavos de final por primera vez al terminar como la mejor subcampeona del torneo de clasificación.
Ganó su primera copa nacional en 2005 y la liga nacional en 2006. La siguiente temporada, el club ganó su segunda copa y fue subcampeón de la liga. En 2008 y 2009, fue segundo después del ŽNK Krka tanto en la liga como en la copa, pero disminuyó en las dos temporadas siguientes (tercero en 2010 y quinto en 2011).
Sin embargo, en 2012 ganó su segundo título de liga y la copa, logrando su primer "doblete". Se convirtió en una fuerza dominante entre 2012 y 2016, ganando cuatro dobles y cinco campeonatos consecutivos. En la temporada 2018-19, ganó un séptimo título de campeonato sin perder puntos.

## Torneos internacionales
Liga de Campeones Femenina de la UEFA
| Año     | Ronda                   | J  | G  | E | P  | GF | GC |
| ------- | ----------------------- | -- | -- | - | -- | -- | -- |
| 2006-07 | Fase de grupos          | 3  | 1  | 0 | 2  | 9  | 9  |
| 2012-13 | Fase de grupos          | 3  | 2  | 0 | 1  | 13 | 5  |
| 2013-14 | Fase de grupos          | 3  | 2  | 0 | 1  | 17 | 4  |
| 2014-15 | Dieciseisavos de final  | 5  | 2  | 0 | 3  | 12 | 9  |
| 2015-16 | Fase de grupos          | 3  | 2  | 0 | 1  | 6  | 3  |
| 2016-17 | Fase de grupos          | 3  | 2  | 0 | 1  | 10 | 8  |
| 2019-20 | Fase de grupos          | 3  | 1  | 0 | 2  | 5  | 3  |
| 2020-21 | Dieciseisavos de final  | 4  | 2  | 0 | 2  | 9  | 7  |
| 2022-23 | Ronda 1 - Clasificación | 2  | 1  | 0 | 1  | 2  | 2  |
| Total   |                         | 29 | 15 | 0 | 14 | 83 | 50 |

## Palmarés
| Competición nacional             | Títulos                                                                         | Subcampeonatos                                       |
| -------------------------------- | ------------------------------------------------------------------------------- | ---------------------------------------------------- |
| 1. SŽNL (7/6)                    | 2005/06, 2011/12, 2012/13, 2013/14, 2014/15, 2015/16, 2018/19                   | 2003/04, 2004/05, 2006/07, 2007/08, 2016/17, 2017/18 |
| Copa Femenina de Eslovenia (9/4) | 2004/05, 2006/07, 2011/12, 2012/13, 2013/14, 2015/16, 2016/17, 2017/18, 2018/19 | 2005/06, 2007/08, 2008/09, 2014/15                   |